# Ernest de Royer
Paul Henri Ernest de Royer (Versailles, 29 ottobre 1808 – Parigi, 13 dicembre 1877) è stato un politico e magistrato francese.
Fu ministro della giustizia nel 1851 durante la Seconda Repubblica Francese e nuovamente dal 1857 al 1859 sotto il Secondo Impero Francese.

## Biografia
Ernest de Royer nacque a Versailles il 29 ottobre 1808. Suo padre era Joseph Etienne Royer-Dupré che nel 1801 era stato nominato Directeur des contributions directes de Grenoble.
Frequentò la scuola a Marsiglia e poi studiò legge a Grenoble ed a Parigi. Si qualificò avvocato nel 1829.
Ernest de Royer il 9 maggio 1832 divenne sostituto procuratore al tribunale di Die e prestò servizio poi col medesimo incarico anche a Sainte-Menehould (1833), Châlons-sur-Marne (1834), Reims (1835) e infine a Parigi (1841). Nominato sostituto procuratore del Tribunale Reale il 22 ottobre 1846, divenne avvocato generale il 3 aprile 1848. Il 17 maggio 1850 venne nominato procuratore generale della Corte d'Appello di Parigi.

### La carriera politica
Ernest de Royer venne nominato ministro della giustizia dal 24 gennaio al 10 aprile 1851.
Dopo il colpo di stato del 2 dicembre 1851, venne nominato membro della commissione di consiglio e poi del consiglio di stato. Nel 1853 tornò a ricoprire il ruolo di procuratore generale alla Corte di Cassazione.
Venne nominato nuovamente ministro della giustizia il 16 novembre 1857 dopo la morte di Jacques Pierre Abbatucci. Dopo l'attentato di Felice Orsini il 14 gennaio 1858 fu firmatario di una nuova legge sulla sicurezza nazionale.

### Gli ultimi anni

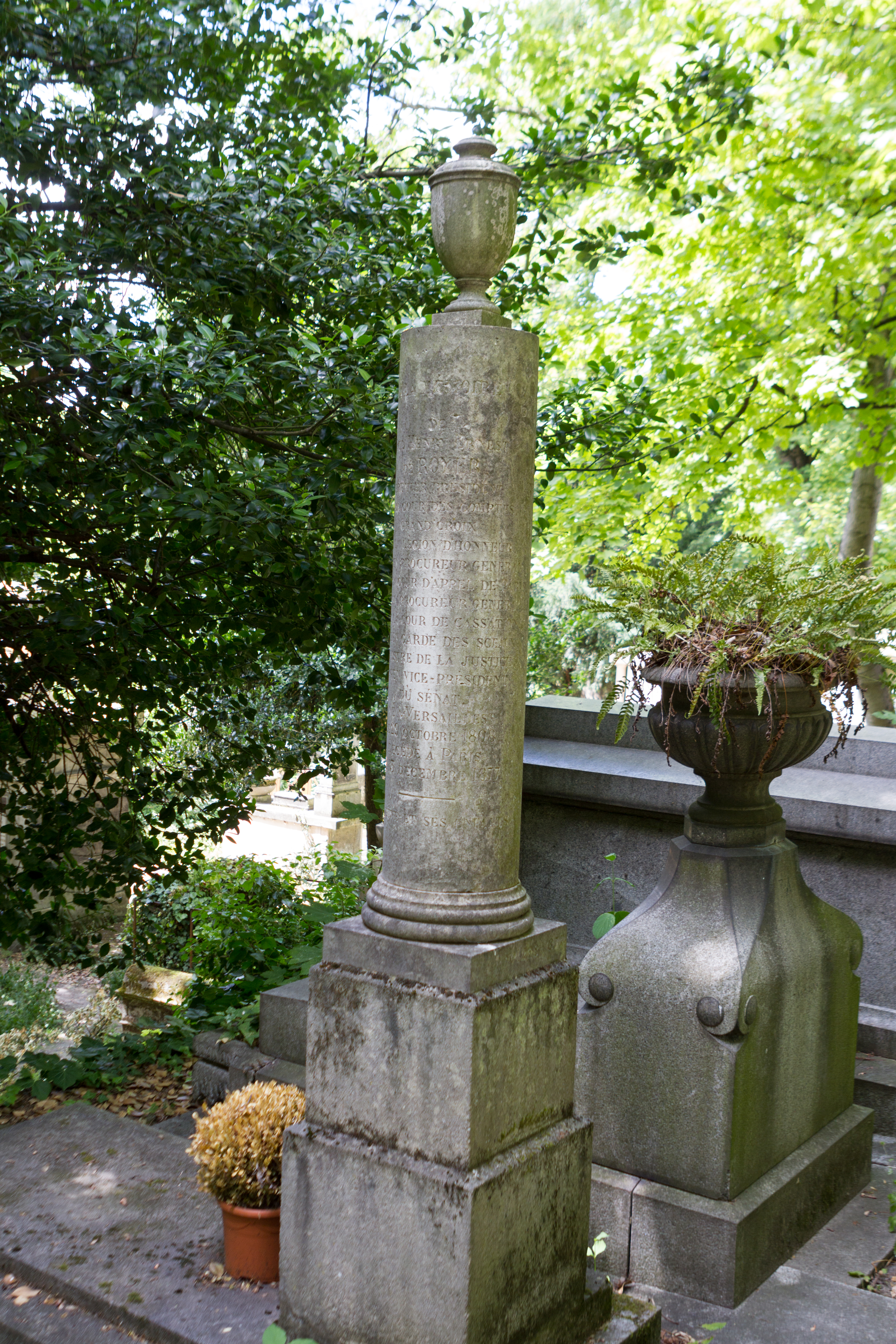
La tomba nel Cimitero di Père-Lachaise a Parigi

Ernest de Royer lasciò ogni incarico il 4 maggio 1859 e venne nominato senatore il giorno successivo, divenendo vicepresidente. Divenne il primo presidente della Corte degli Uditori nel 1863, e divenne anche presidente del consiglio generale della Marna. Dopo la caduta dell'impero nel 1870 tornò alla sua carriera come magistrato.
Morì a Parigi il 13 dicembre 1877. Suo figlio, Clément de Royer, fu uno dei capi del movimento bonapartista nella Terza Repubblica Francese.